# Eric Bicfalvi
Eric Cosmin Bicfalvi (Carei, 5 febbraio 1988) è un calciatore rumeno, centrocampista o attaccante dell'Oțelul Galați.

## Caratteristiche tecniche
Trequartista, può giocare anche nel ruolo di seconda punta o in quello di centravanti.

## Carriera

### Club
Nella stagione 2005-2006 realizza 9 gol in una ventina di turni del campionato di terza divisione nazionale, passando in un club di massima categoria nell'annata seguente: in 18 incontri di campionato non segna alcun gol e la squadra retrocede in seconda serie terminando il torneo in ultima posizione. Tuttavia, il suo talento è notato dallo Steaua Bucarest, che decide di acquistarne il cartellino in cambio di 300000 €: dopo un periodo in prestito, Bicfalvi resta a Bucarest per quattro stagioni, riuscendo a vincere la Coppa nazionale nel 2011. Nel 2012 si trasferisce in Ucraina: dopo un paio di stagioni, esplode al suo terzo anno all'estero, andando a segnare 17 reti su 26 incontri di campionato giocati, trascinando il Volyn Lutsk fino al settimo posto e conquistando la classifica marcatori, ex aequo con Alex Teixeira. Alla scadenza del contratto tra lui e il Volyn, il 7 luglio 2015, si accorda con il Liaoning, andando a giocare nel campionato cinese. Dal 17 febbraio 2016 gioca alla Dinamo Bucarest.

### Nazionale
Essendo la madre di origini ungheresi, avrebbe potuto rappresentare calcisticamente anche l'Ungheria, ma alla fine è stato convocato dal commissario tecnico Iordanescu nella nazionale rumena.
Il 18 novembre 2014 esordisce nella nazionale maggiore subentrando al 64' al posto di Alexandru Maxim in un'amichevole vinta 2-0 contro la Danimarca.

## Palmarès

### Club

#### Competizioni nazionali
- Coppa di Romania: 1

Steaua Bucarest: 2010-2011

### Individuale
- Capocannoniere della Prem"jer-liha: 1

2014-2015 (17 reti, a pari merito con Alex Teixeira)